# Hyssia pallidicosta
Hyssia pallidicosta är en fjärilsart som beskrevs av George Francis Hampson 1918. Hyssia pallidicosta ingår i släktet Hyssia och familjen nattflyn. Inga underarter finns listade i Catalogue of Life.